# Dendrobeania pseudolevinseni
Dendrobeania pseudolevinseni är en mossdjursart som beskrevs av Arnold Girard Kluge 1952. Dendrobeania pseudolevinseni ingår i släktet Dendrobeania och familjen Bugulidae. Inga underarter finns listade i Catalogue of Life.